# Olof von Dalin
Olof Dalin, adlet von Dalin, (født 29. august 1708 i Vinberg i Halland, død 12. august 1763 i Drottningholm) var en svensk digter og historiker.
Dalin, som var søn af en præst, blev tidlig faderløs. Om hans ungdom ved man meget lidt. Han blev student fra Lund, hvor han kom under indflydelse af filosoffen Anders Rydelius, der utvivlsomt har påvirket ham. På anbefaling af denne blev han 1727 huslærer hos friherre Rålamb; senere blev han ansat ved Kanslikollegiet.
Da var det, at der 1732 begyndte at udkomme et ugeblad, Then swänska Argus af en art, som man aldrig før havde kendt i Sverige; det indeholdt små kvikke artikler, afhandlinger, fabler, digte osv., alt sammen så let, så friskt og så aktuelt, at det gjorde den største lykke hos alle; det fik, ligesom Steeles Tatler og Addisons Spectator 20 år i forvejen, indpas i alle familier og læstes af alle stænder, aldere og køn; "man glædede sig til ethvert nyt nummer, som når man går til bords med en sulten mave", siger en af Dalins yngre samtidige.
Hvem forfatteren var, vidste ingen, og han var klog nok til at spænde nysgerrigheden til det yderste ved omhyggeligt at bevare sin anonymitet. Man kunde ikke tro, at een mand kunde være i besiddelse af så megen verdenserfaring, så megen modenhed i sine domme og tillige af så megen lethed og elegance i formen; det måtte være flere, der havde slået sig sammen. Denne antagelse bestyrkedes ved, at bladet selv udgav sig for redigeret af en kreds af mænd af forskellige livsstilling og karakter; dette var i virkeligheden kun en fiktion, hvortil ideen var hentet fra Spectator, og udgiveren lod den forholdsvis hurtigt falde.
Endnu inden udgiverens anonymitet var røbet, blev der af rigets stænder i en skrivelse til regeringen henstillet, at den ubekendte Argus, der havde gjort sig så højt fortjent ved sine nyttige og smukke skrifter, måtte betænkes med en anstændig forfremmelse; dette skete 1737, da Dalin, efter at være blevet kendt som forfatter, blev kongelig bibliotekar.
Snart fik Dalin lejlighed til at bruge sine evner på et nyt område. Den kongelige svenske skueplads var åbnet 1737, og til dens brug skrev Dalin både en komedie, Den Afundsjuke og en tragedie, Brynilda eller den olyckliga kärleken. Komedien er, som alt titlen viser, mindre i Holbergs end i Molières stil, idet den revser en moralsk fejl, ikke en naragtighed; den mangler også i høj grad Holbergs lune. Emnet til tragedien var intet mindre end Nordens største heltesagn, Völsung-sagnet, men rigtignok bearbejdet i fransk stil.
1739-40 foretog Dalin en længere udenlandsrejse, på hvilken han særlig opholdt sig i Paris, hvortil hele hans åndsretning og litterære udvikling drog ham. Af den derværende svenske gesandt, Tessin, blev han indført i videnskabelige kredse, hvor navnlig hans sans for historisk forskning blev vakt.
Efter hjemkomsten skrev han blandt andet satiren Aprilvärk om vor härliga tid, og den ypperlige Sagan om hästen en allegorisk skildring i Swifts smag, hvor Sveriges skæbne fra Gustaf Vasa til Karl XII fremstilles under billedet af en hest med sine forskellige ryttere; endelig Svenska friheten (1742), et stort, allegorisk læredigt i alexandriner. Digtet, der indeholder en hyldest til frihedens gudinde og advarer mod de farer, der truer Sveriges ældgamle frihed, gjorde en betydelig virkning, omtrent som i det næste århundre Tegnérs Svea.
Det var væsentlig dette, der gjorde, at det af rigets stænder blev overdraget ham at skrive Svea Rikes Historia (udkom 1740-61); han fuldførte dette værk med saa megen Dygtighed, at man har sagt om det, at han "flyttede historien fra boghylderne ind i svenskernes hjerter". Værket er i øvrigt i oplysningstidens ånd og vender sig stærkt imod de Rudbeckske fantasterier. En værdifuld del af von Dalins forfatterskab er hans viser, dels i fransk chansonstil, dels i folkevisestil, – en manér, der aldrig helt var forsvundet af den svenske litteratur – endogså børnerimene faldt hans pen let; berømtest er vel Ängsövisan.
Efterhaanden sluttede von Dalin sig både i politisk henseende og personlig nærmere til hoffet, særlig til den intelligente dronning, Lovisa Ulrika (søster til Frederik II af Preussen), der også satte stor pris på ham. I hendes kreds fik han ret lejlighed til at lade sit vid spille; her blev de berygtede "Calottpredikningar" til (prædikenparodier), som pådrog ham gejstlighedens fjendskab.
Han blev lærer for kronprinsen, som fik sin lærer meget kær; von Dalin har, uvist med hvor megen ret, fået skyld for at have udviklet det letsindige og overfladiske i Gustaf III:s karakter. Dette forhold til hoffet gjorde ham mistænkt hos de ledende politikere; han blev sat under tiltale som deltager i oprørske anslag, ja, man gjorde endog påstand på at få ham dømt fra livet; han slap dog med bøder og forvisning fra hoffet. I 1761 blev forvisningsdommen hævet; han kom tilbage til Stockholm og døde her allerede to år efter.
von Dalin er en af de betydeligste personligheder i svensk litteratur og kultur, så betydelig, at hele tidsrummet ofte benævnes efter ham. Det er ham, der fører den ny-europæiske, franskprægede åndsretning ind over Sverige og derved gør det af med den gamle latinske humanisme; han er således den begyndende oplysningstids første store repræsentant.
Han er en folkelig forfatter af høj rang; hvad der er sagt om Holberg, at han gør sit folk til et læsende folk, gælder også om von Dalin. Men på sprogets område er hans betydning større; den utrolige smidighed, hvormed han kan gå ind i enhver stilart, var noget ganske enestående, ikke blot for den tid. Han regnes med rette for grundlæggeren af den moderne svenske prosa. Hans varme kærlighed til svensk kultur og svensk sprog hører til det mest sympatetiske i hans ellers noget kølige personlighed.
Sine Forbilleder henter von Dalin så godt som udelukkende fra den franske og den franskdannede engelske litteratur; for det nyvågnede nationale åndsliv i Tyskland havde han ingen sans. Også af dansk indflydelse var han ret upåvirket; en af hans biografer taler ligefrem om hans udprægede danskhad. Derimod har hans værker haft et ikke ringe publikum i Danmark.
"Argus" synes at være læst her samtidig med dens fremkomst i Sverige; thi allerede 1734 beklager Hans Gram i et brev, at Holberg ikke får lov til eller tør vove at skrive nogen komedie eller nogen Argus om disse tider. I 1740 blev "Argus" udgivet på dansk, og det er rimeligt, at den har øvet nogen indflydelse både på Riis Danske Spectator og på Holberg, som omtaler den i fortalen til Moralske Tanker.
Tragedien "Brynilda" blev opført i København allerede 1747, dog ikke på Holbergs skueplads, men på von Qvotens. Også "Den Afundsjuke" blev oversat. Af von Dalins viser synes ikke så få at være nået til Danmark; et digt til frøken Taube: "Födas, gråta, lindas, ammas", er oversat og benyttet af Ambrosius Stub, andre, som visen til Dalberg og den om dronningens naturaliekabinet, findes ligeledes på Dansk.